# Frekvenční analýza

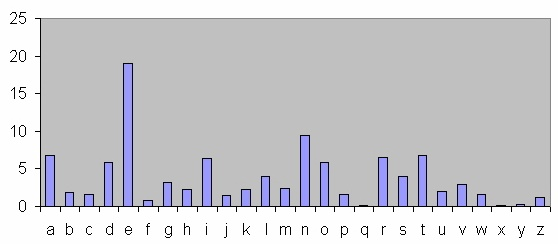
Četnost písmen používaných v běžném textu v Nizozemštině

Frekvenční analýza je jeden z nástrojů kryptoanalýzy. Dopracovává se k otevřenému textu na základě statistických znalostí o přirozeném jazyce. Podstatou frekvenční analýzy je využití skutečnosti, že přirozené jazyky mají různou četnost svých písmen, případně i že mají různou četnost různých kombinací písmen.

## Použití
Frekvenční analýza výskytu písmen v textu je velmi účinná proti klasickým šifrám typu substituční šifra nebo transpoziční šifra, protože šifry, které jen nahrazují jednotlivá písmena jinými písmeny, nebo kombinace písmen jinými kombinacemi, jsou pomocí ní snadno prolomitelné i útokem jen se znalostí šifrovaného textu. Rozšíření povědomí o frekvenční analýze tedy v podstatě znamenalo zánik těchto klasických šifer coby prostředku utajené komunikace.

## Frekvenční analýza v literatuře
Díky relativní jednoduchosti frekvenční analýzy se lze s popisem útoku setkat i v populární literatuře, například Edgar Allan Poe ho popsal ve své povídce Zlatý brouk a Arthur Conan Doyle nechal frekvenční analýzu používat svého fiktivního detektiva Sherlocka Holmese.